# 베아트리체 에글리
베아트리체 에글리(Beatrice Egli, 1988년 6월 21일 ~ )는 스위스의 가수이다. 독일의 텔레비전 경연 프로그램 독일은 슈퍼스타를 찾습니다 시즌 10 우승자이다.